# Кортемаджоре
Кортемаджоре (італ. Cortemaggiore) — муніципалітет в Італії, у регіоні Емілія-Романья, провінція П'яченца.
Кортемаджоре розташоване на відстані близько 410 км на північний захід від Рима, 125 км на північний захід від Болоньї, 20 км на схід від П'яченци.
Населення — 4655 осіб (2014).

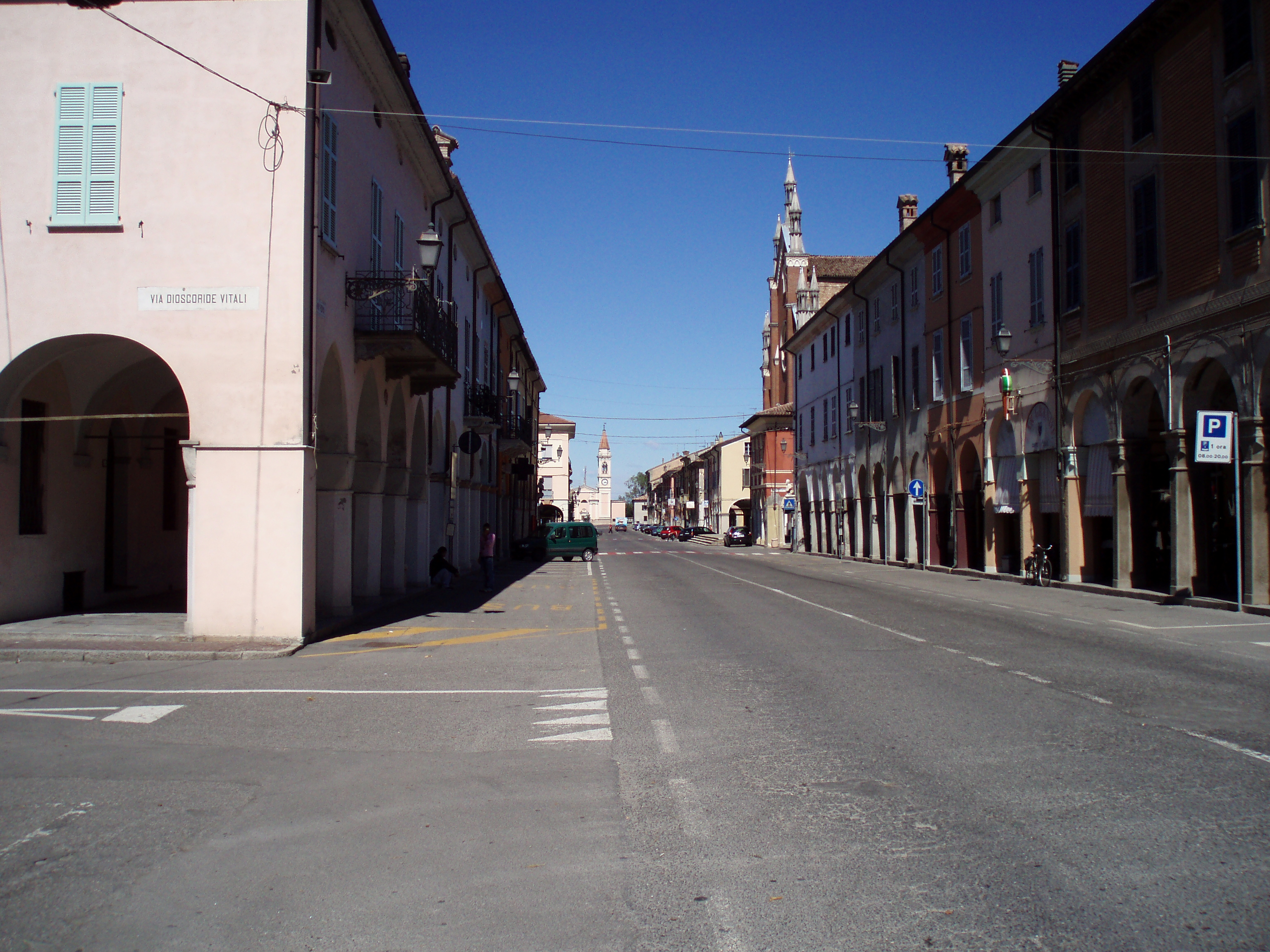

Щорічний фестиваль відбувається 10 серпня. Покровитель — святий мученик Лаврентій.

## Демографія
Населення за роками:

Станом на 1 січня 2023 року в муніципалітеті офіційно проживало 848 іноземців з 41 країни, серед них 133 громадяни країн Євросоюзу та 21 громадянин України.

## Персоналії
- Франко Фабріці (1915—1995) — італійський актор.

## Сусідні муніципалітети
- Безенцоне
- Кадео
- Каорсо
- Фйоренцуола-д'Арда
- Понтенуре
- Сан-П'єтро-ін-Черро
- Вілланова-сулл'Арда